# ハマジンチョウ

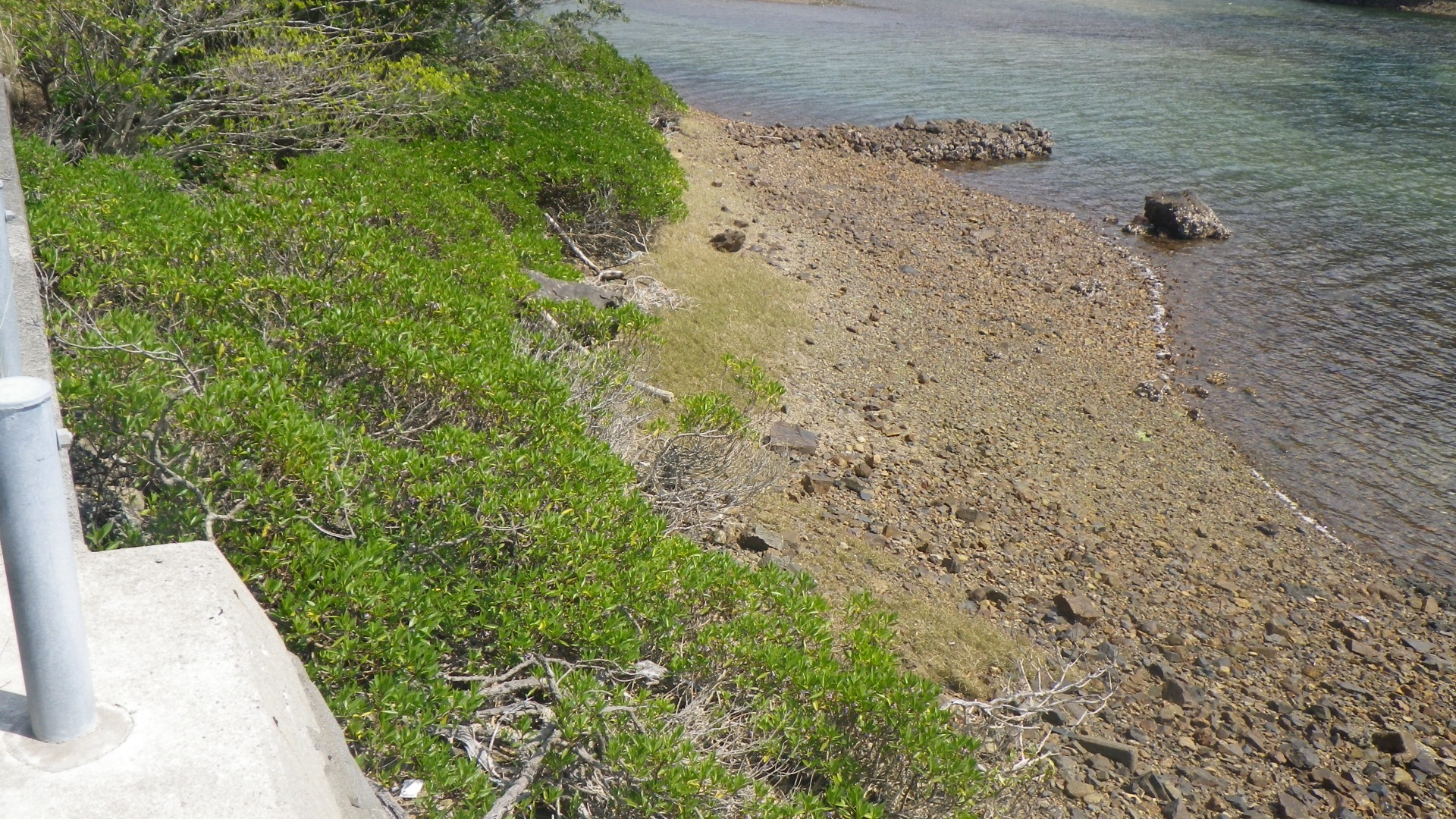
長崎県天然記念物「荒川のハマジンチョウ」。内湾・礫浜の波打ち際に群生し、枝を茂らせて地表を覆う

ハマジンチョウ（浜沈丁）、学名 Myoporum bontioides はゴマノハグサ科に分類される植物の一種。南日本から中国南部、インドシナ半島に分布する常緑低木であり、塩沼やマングローブに自生する塩生植物でもある。別名はモクベンケイ、キンギョシバ。和名「ハマジンチョウ」は、海岸に生えていることと形態がジンチョウゲに似ることに由来するが、ジンチョウゲとの類縁は遠く、全く別のグループである。

## 形態
成長しても高さ1-2mほどの低木だが、枝はよく分かれて繁茂する。葉は長さ6-12cm・幅2-3.5cmとやや細長く、厚い。鮮やかな緑色で光沢があり、枝に互生する。
花期は1-3月で、花は葉のわきに1-3個まとまって開く。直径2-3cmほどで薄紫色、花弁は漏斗状で先端が5裂する。雄蕊4本と雌蕊1本がある。花弁の内側に紫色の小さな斑点が散在する。花にはメジロがやって来る。果実は先が尖った球形で、数個の種子がある。果皮はコルク質で水に浮き易く、海流を介して分布を広げる。

## 分布・生育環境
インドシナ半島、中国南部、台湾、南日本に分布する。日本では三重県、長崎県、熊本県、鹿児島県、沖縄県の5県で自生地が知られ、このうち三重県と熊本県では21世紀初頭の時点で自生地が各1ヶ所しか知られていない。長崎県は北限にあたるが五島列島と九十九島に僅かに自生している。
内湾・河口・海跡湖等の波静かな海岸の波打ち際に自生し、満潮時に根元が海水に浸る高さにも生える。同様の生態を示すハマボウ、ハマナツメとともに「半マングローブ植物」とも呼ばれる。南西諸島の群生地ではメヒルギ等とマングローブを構成するが、マングローブが発達しない九州西岸と三重県にも自生する。

## 人との関係
もともと南方系の植物であり、日本では群落がそれほど多くなかったが、海岸部の埋立等でさらに生息地が減少している。日本では当時の環境庁がまとめた1997年版レッドリストから絶滅危惧II類(VU)として掲載され、環境省レッドリストでも2012年版まで引き継がれているが、自生地がある5県はそれに先んじて各県条例で天然記念物として保護していた。環境庁によるレッドリスト指定後には各県でも絶滅危惧種として掲載された。特に利用されてはいなかったが、希少植物として注目されてからは保護も兼ねて海岸部や公園の緑化の為に植栽されるようにもなった。

### 天然記念物指定
- 三重県「獅子島の樹叢」（1955年）- 南伊勢町五ヶ所浦獅子島。本州唯一の自生地。五ヶ所浦にも植栽されている[7][8]
- 長崎県
  - 「荒川のハマジンチョウ」（1954年） - 五島市玉之浦町荒川[9]
  - 「奈留島皺ノ浦のハマジンチョウ群落」（1989年） - 五島市奈留町[10]
- 熊本県「ハマジンチョウ群落」（1982年） - 苓北町富岡巴崎。熊本県唯一の自生地。ほど近い「頼山陽公園」にも植栽されている[11][12]
- 鹿児島県「ハマジンチョウ」（1953年） - 阿久根市波留ほか[13]
- 沖縄県「ハマジンチョウ群落」（1961年） - 南城市佐敷字冨祖崎[14]

### 絶滅危惧種指定
- 絶滅危惧II類 (VU)（環境省レッドリスト）

- 県別レッドリスト[15]
- 絶滅危惧I類(CR+EN) - 三重県（2005年）[16]、熊本県（2009年）[11]、鹿児島県（2012年）[17]
- 絶滅危惧II類(VU) - 沖縄県（2006年）[3]
- 準絶滅危惧(NT) - 長崎県（2011年）[18]